# Cieśle (gmina Bodzanów)
Cieśle – wieś sołecka w Polsce, położona w województwie mazowieckim, w powiecie płockim, w gminie Bodzanów. Wieś leży nad Mołtawą.
W latach 1954–1961 wieś należała i była siedzibą władz gromady Cieśle, po jej zniesieniu w gromadzie Miszewo Murowane. W latach 1975–1998 miejscowość należała administracyjnie do województwa płockiego.